# José Luis Carbone
José Luis Carbone (Sao Paulo, 22 de marzo de 1946-Campinas, 27 de diciembre de 2020) fue un futbolista y entrenador brasileño.

## Trayectoria

### Como jugador
Inició su carrera en el club Sao Paulo en 1963, pasando también por clubes como Ponte Preta, Internacional y Botafogo.

### Como entrenador
Después de terminar su carrera como jugador, en el Nacional de São Paulo, en 1982, pasó a dirigir al club ese mismo año. Carbone también fue entrenador de clubes como Fluminense, Ponte Preta, Botafogo, Palmeiras, Internacional, Bahia, Cruzeiro, Criciúma, Guarani, Paraná y Remo.
Además de Brasil, dirigió a equipos como Sporting Cristal (Perú), Blooming (Bolivia), Sharjah (Emiratos Árabes) y Al-Sadd (Catar).

## Clubes

### Como futbolista
| Club              | País   | Año         |
| ----------------- | ------ | ----------- |
| Sao Paulo         | Brasil | 1963 - 1964 |
| Ponte Preta       | Brasil | 1966        |
| Metropol          | Brasil | 1968        |
| Internacional     | Brasil | 1969 - 1973 |
| Botafogo          | Brasil | 1973 - 1979 |
| Nacional Atlético | Brasil | 1980 - 1982 |

### Como entrenador
| Club                 | País                   | Año         |
| -------------------- | ---------------------- | ----------- |
| Nacional Atlético    | Brasil                 | 1982 - 1983 |
| Goytacaz             | Brasil                 | 1983        |
| Fluminense           | Brasil                 | 1983 - 1984 |
| Ponte Preta          | Brasil                 | 1984 - 1985 |
| Botafogo             | Brasil                 | 1985 - 1986 |
| Palmeiras            | Brasil                 | 1986 - 1987 |
| Fluminense           | Brasil                 | 1987        |
| Guaraní              | Brasil                 | 1988        |
| Al-Sadd              | Catar                  | 1988 - 1989 |
| Internacional        | Brasil                 | 1989        |
| Bahía                | Brasil                 | 1990        |
| Cruzeiro             | Brasil                 | 1990 - 1991 |
| Criciúma             | Brasil                 | 1991        |
| União São João       | Brasil                 | 1991 - 1992 |
| Sharjah FC           | Emiratos Árabes Unidos | 1993        |
| Ituano               | Brasil                 | 1993        |
| Sharjah FC           | Emiratos Árabes Unidos | 1994 - 1995 |
| Guaraní              | Brasil                 | 1996        |
| Sporting Cristal     | Perú                   | 1996        |
| Atlético Juventus    | Brasil                 | 1997        |
| Fluminense           | Brasil                 | 1997 - 1998 |
| Sharjah FC           | Emiratos Árabes Unidos | 1998 - 1999 |
| Remo                 | Brasil                 | 1999 - 2000 |
| Guaraní              | Brasil                 | 2000 - 2001 |
| Paraná               | Brasil                 | 2001 - 2002 |
| Remo                 | Brasil                 | 2002        |
| Botafogo             | Brasil                 | 2002 - 2003 |
| União Rondonópolis   | Brasil                 | 2003        |
| Joinville            | Brasil                 | 2003        |
| Blooming             | Bolivia                | 2004 - 2005 |
| Sertãozinho          | Brasil                 | 2005 - 2007 |
| Guaraní              | Brasil                 | 2007        |
| Atlético Sorocaba    | Brasil                 | 2009        |
| Al Merreikh Omdurmán | Sudán                  | 2009 - 2011 |

## Palmarés

### Como jugador
| Título            | Club          | País   | Año  |
| ----------------- | ------------- | ------ | ---- |
| Campeonato Gaucho | Internacional | Brasil | 1969 |
| Campeonato Gaucho | Internacional | Brasil | 1970 |
| Campeonato Gaucho | Internacional | Brasil | 1971 |
| Campeonato Gaucho | Internacional | Brasil | 1972 |

### Como entrenador
| Título                     | Club       | País                   | Año  |
| -------------------------- | ---------- | ---------------------- | ---- |
| Campeonato Carioca         | Fluminense | Brasil                 | 1983 |
| Copa Kirin                 | Fluminense | Brasil                 | 1987 |
| Copa Presidente de E.A.U.  | Sharjah FC | Emiratos Árabes Unidos | 1993 |
| Primera División de E.A.U. | Sharjah FC | Emiratos Árabes Unidos | 1995 |
| Campeonato Paranaense      | Remo       | Brasil                 | 1999 |